# Лук чёрно-фиолетовый
Лук чёрно-фиолетовый (лат. Allium atroviolaceum) — многолетнее травянистое растение, вид рода Лук (Allium) семейства Луковые (Alliaceae).

## Распространение и экология
В природе ареал вида охватывает Италию, центральные и южные районы Восточной Европы, Западную и Среднюю Азию.
Произрастает на сухих местах, скалах, в посевах.

## Ботаническое описание
Луковица яйцевидно-шаровидная, диаметром около 1,5—2,5 см; наружные оболочки серовато-буроватые, мочалообразные, неясно-сетчатые, высоко обхватывающие основание стебля; оболочки замещающей луковицы желтоватые. Луковички многочисленные, жёлто-бурые или желтоватые, тусклые. Стебель высотой 60—100 см, до половины одетый гладкими влагалищами листьев.
Листья в числе четырёх—пяти, шириной 2—10 мм, не дудчатые, по краю и килю шероховатые, к верхушке суженные, короче стебля.
Чехол быстро опадающий. Зонтик коробочконосный, шаровидный, густой, многоцветковый. Цветоножки в три—шесть раз длиннее околоцветника, неравные, внутренние до два раза длиннее, при основании с прицветниками. Листочки яйцевидно-колокольчатого  околоцветника тёмно-пурпурно-фиолетовые, реже грязно-зеленоватые, почти равные, блестящие, тупые, длиной 3—4 мм, наружные килеватые, шероховатые, продолговато-яйцевидные, внутренние яйцевидные. Нити тычинок на четверть или в половину длиннее листочков околоцветника, при основании между собой и с околоцветником сросшиеся, при основании ресничатые, наружные цельные, треугольно-шиловидные, внутренние трёхраздельные. Столбик выдается из околоцветника.
Коробочка немного длиннее околоцветника.

## Таксономия
Вид Лук чёрно-фиолетовый входит в род Лук (Allium) семейства Луковые (Alliaceae) порядка Спаржецветные (Asparagales).
|  |                                      |  |                                                             |                                                             |                   |  | ещё 24 семейства (согласно Системе APG II) | ещё 24 семейства (согласно Системе APG II) |                          |  |  |  | ещё более 870 видов |
|  |                                      |  |                                                             |                                                             |                   |  | ещё 24 семейства (согласно Системе APG II) | ещё 24 семейства (согласно Системе APG II) |                          |  |  |  | ещё более 870 видов |
|  |                                      |  |                                                             | порядок Спаржецветные                                       |                   |  |                                            |                                            | род Лук                  |  |  |  |                     |
|  |                                      |  |                                                             | порядок Спаржецветные                                       |                   |  |                                            |                                            | род Лук                  |  |  |  |                     |
|  | отдел Цветковые, или Покрытосеменные |  |                                                             |                                                             | семейство Луковые |  |                                            |                                            | вид Лук чёрно-фиолетовый |  |  |  |                     |
|  | отдел Цветковые, или Покрытосеменные |  |                                                             |                                                             | семейство Луковые |  |                                            |                                            |                          |  |  |  |                     |
|  |                                      |  | ещё 44 порядка цветковых растений (согласно Системе APG II) | ещё 44 порядка цветковых растений (согласно Системе APG II) |                   |  |                                            | ещё около 300 родов                        | ещё около 300 родов      |  |  |  |                     |
|  |                                      |  |                                                             | ещё 44 порядка цветковых растений (согласно Системе APG II) |                   |  |                                            |                                            | ещё около 300 родов      |  |  |  |                     |